# Viljandi vald
Viljandi vald is een gemeente in de Estische provincie Viljandimaa. De gemeente telde 13.450 inwoners op 1 januari 2023 en heeft een oppervlakte van 1.371,64 vierkante kilometer. De hoofdplaats is Viljandi, dat er als stadsgemeente zelf niet toe behoort.
In het oosten grenst de gemeente aan het Võrtsmeer, het grootste meer dat geheel op Estisch grondgebied ligt. Op het grondgebied van de gemeente ligt het natuurpark Loodi looduspark.

## Geschiedenis
Viljandi vald is een fusiegemeente, die op 20 oktober 2013 ontstond uit de gemeenten Paistu, Pärsti, Saarepeedi en Viiratsi. In het najaar van 2017 werden daar nog de gemeenten Kolga-Jaani en Tarvastu aan toegevoegd, zodat er een gemeente tot stand kwam met bijna 14.000 inwoners. Het aantal nederzettingen bedraagt 130.

## Plaatsen
De gemeente telt:
- 4 plaatsen met de status van vlek (Estisch: alevik): Kolga-Jaani, Mustla, Ramsi en Viiratsi;
- 126 plaatsen met de status van dorp (Estisch: küla): Aidu, Aindu, Alustre, Ämmuste, Anikatsi, Auksi, Eesnurga, Heimtali, Hendrikumõisa, Holstre, Intsu, Jakobimõisa, Jämejala, Järtsaare, Järveküla, Jõeküla, Kaavere, Kalbuse, Kännuküla, Kärstna, Karula, Kassi, Kibeküla, Kiini, Kiisa, Kingu, Kivilõppe, Koidu, Kokaviidika, Kookla, Kuudeküla, Kuressaare, Laanekuru, Lalsi, Lätkalu, Leemeti, Leie, Loime, Lolu, Loodi, Luiga, Mäeltküla, Mähma, Maltsa, Marjamäe, Marna, Matapera, Meleski, Metsla, Mõnnaste, Moori, Muksi, Mustapali, Mustivere, Odiste, Oiu, Oorgu, Otiküla, Pahuvere, Paistu, Päri, Parika, Pärsti, Peetrimõisa, Pikru, Pinska, Pirmastu, Põrga, Porsa, Puiatu, Pulleritsu, Raassilla, Raudna, Rebase, Rebaste, Ridaküla, Rihkama, Riuma, Roosilla, Ruudiküla, Saareküla, Saarepeedi, Savikoti, Sinialliku, Soe, Sooviku, Suislepa, Sultsi, Surva, Taari, Tagamõisa, Taganurga, Tänassilma, Tarvastu, Tinnikuru, Tobraselja, Tohvri, Tömbi, Tõnissaare, Tõnuküla, Tõrreküla, Turva, Tusti, Unametsa, Ülensi, Uusna, Vaibla, Väike-Kõpu, Välgita, Valma, Väluste, Vanamõisa, Vanausse, Vanavälja, Vana-Võidu, Vardi, Vardja, Vasara, Veisjärve, Verilaske, Viisuküla, Vilimeeste, Villa, Vissuvere, Võistre en Vooru.

## Geboren in Viljandi vald
- in Tänassilma: Jaan Tõnisson (1868-1941?), staatsman
- in Viiratsi: Johan Laidoner (1884-1953), opperbevelhebber van het Estische leger
- in Oorgu: Jaan Anvelt (1884-1937), communistisch politicus

Stadsgemeente: Viljandi

Landgemeenten: Mulgi · Põhja-Sakala · Viljandi vald